# Zemmouri
Zemmouri là một đô thị thuộc tỉnh Boumerdès, Algérie. Dân số thời điểm năm 2002 là 21.012 người.